# 三浦建太郎
三浦建太郎（1966年7月11日—2021年5月6日），日本男性漫畫家，出生於千葉縣，1989年畢業於日本大學藝術學部。
1985年還在大學時即再次入選少年雜誌第34回新人漫畫賞入選並在商業雜誌上出道。1988年《烙印勇士》在白泉社的活動上獲得準入選，1989年大學畢業後，以《王狼》（武論尊原著）開始在白泉社連載，當年10月號上，發表第1話的《烙印勇士》。之後陸續發表了《王狼傳》、《末世英雄錄》。
他以其突出的創造力設計的角色、武器，建構的世界觀，鋪陳充滿戲劇性和娛樂性的劇情而深受好評。2002年，其代表作《烙印勇士》獲得第六屆手塚治虫文化獎漫畫優秀獎。
虛擬歌手軟體角色主唱系列神威gakupo的造型設計師。
2021年5月6日，因急性主動脈剝離逝世，享年54歲。

## 人物
雙親皆為設計師，對他從高中時就想當漫畫家的想法表示了理解與支持。
與同為漫畫家的森恆二、技來靜也是同一所高中的同級生，與前者更是相交多年的摯友，並與他進了同所大學的藝術系就讀。
是音樂家平澤進的狂熱粉絲，每當執筆創作漫畫時都定要聽他的作品。當烙印勇士動畫與遊戲化之後，平澤負責創作其中的樂曲，並因此與三浦有著良好的交情，三浦過世後，平澤也因此在自己的官網首頁上貼上了自己對此事的悼詞與感慨。
從中學時就有閱讀少女漫畫的興趣，還表示《烙印勇士》也有受到少女漫畫的影響。

## 作品
- 烙印勇士（ベルセルク） 共42冊 1989年10月－連載中
- 王狼（王狼）原作：武論尊、全1冊 1989年12月23日
- 王狼傳（王狼伝）原作：武論尊、全1冊 1990年8月29日
- 末世英雄錄（ジャパン）原作：武論尊、全1冊 1992年
- 巨人戰爭（ギガントマキア）全1冊 2014年7月29日
- 神創之子（ドゥルアンキ）2019年9月－2021年

### 插畫
- 3月的獅子（2016年，電視動畫第1話片尾）